# 헤어초크 & 드 뫼롱

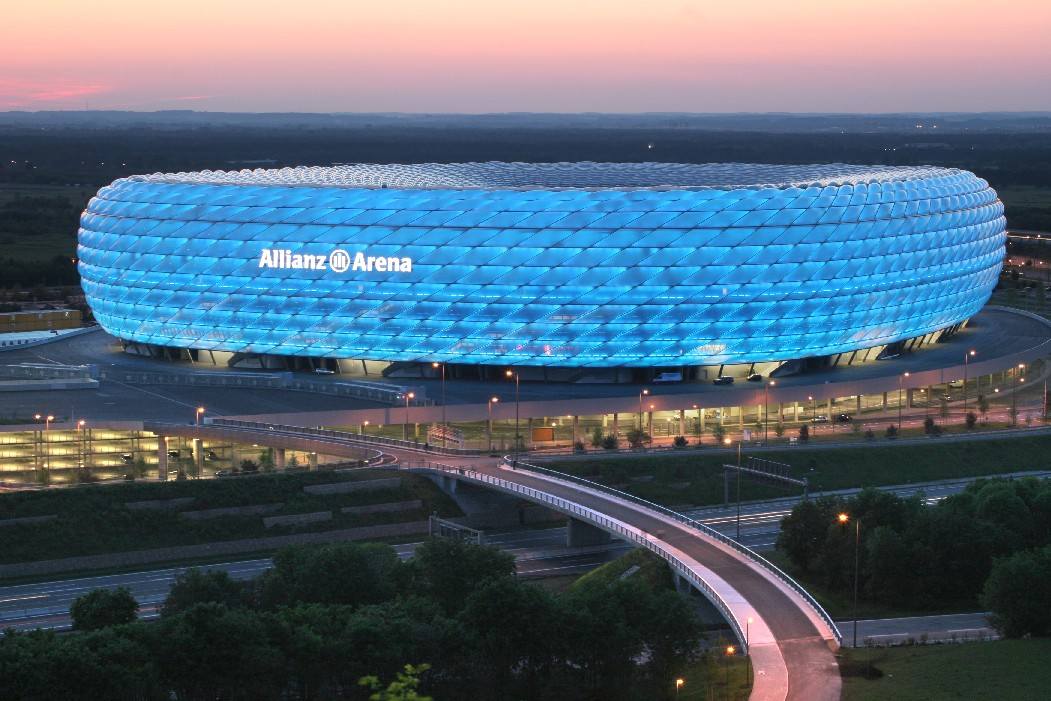
독일 뮌헨 알리안츠 아레나

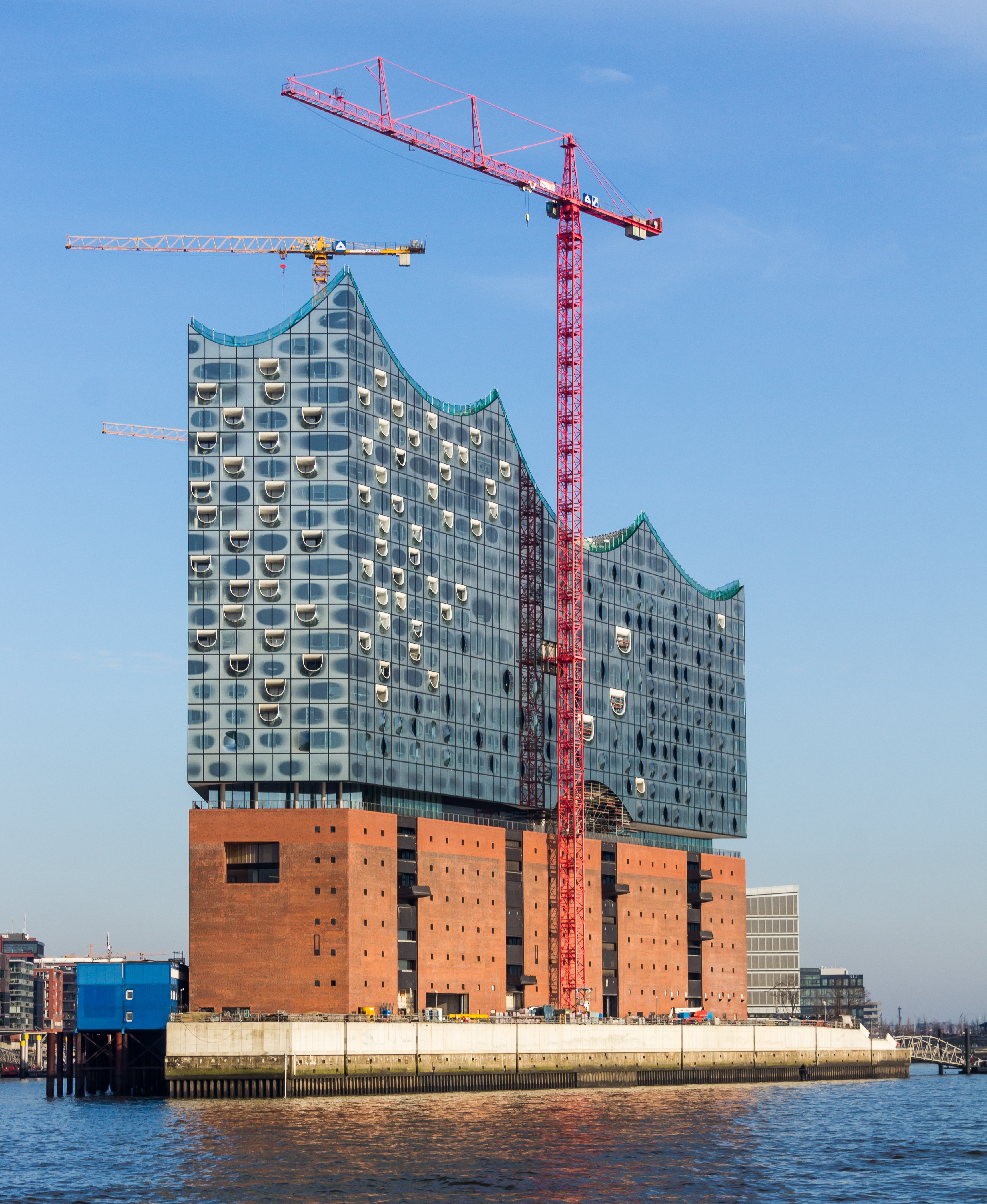
Elbphilharmonie, HafenCity Hamburg (2007-2016).

미국 미네소타주 미네아폴리스의 워커 아트 센터에 설치된 수정 샹들리에

헤어초크 & 드 뫼롱(Herzog & de Meuron Architekten, BSA/SIA/ETH)은 약칭이 HdeM인 스위스 바젤에 1978년 설립된 스위스 건축 사무소이다. 공동 창립자이며 대표인 자크 헤어초크(1950년 4월 19일~)와 피에르 드 뫼롱(1950년 5월 8일)은 취리히 연방공과대학교를 함께 다닌 가까운 사이이다. 이들은 거대한 뱅크사이드 발전소(Bankside Power Station)를 새로운 테이트 모던 갤러리(Tate Museum of Modern Art)로 개조한 것으로 잘 알려져 있다. 자크 헤어초크와 피에르 드 뫼롱은 1994년부터 하버드 대학교 디자인 대학원의 객원 교수로 활동하고 있으며 1999년에는 취리히 연방공과대학교의 교수가 되었다.
2001년 헤어초크 & 드 뫼롱은 건축가에게 최고의 영예인 프리츠커 상을 받았다. 심사위원장인 존 카터 브라운(J. Carter Brown)은 "역사상 이토록 위대한 상상력과 탁월한 기량으로 건축의 외피 재료를 다룬 건축가가 있었다고 생각하기 어렵다."라고 언급했다. 이는 HdeM이 실크스크린 유리와 같은 혁신적인 건축 외부 재료를 사용하고 취급한 것을 말한 것이다. 건축 비평가인 프리츠커상 심사위원 에이다 루이즈 헉스터블(Ada Louise Huxtable)은 간결하게 정리했다. "새로운 기술과 취급방법을 탐구하여 물질과 표면을 변형함으로써, 모더니즘의 전통을 물질적 간결함으로 정제했다."
헤어초크 & 드 뫼롱의 초기 작품은 도널드 저드(Donald Judd)의 미니멀리즘 예술과 비슷한 수준의  모더니즘적인 환원주의 성격을 띠었다. 그러나 프라다 도쿄이나 바르셀로나 포럼 빌딩, 2008년 올림픽의 주경기장이었던 베이징 국가체육장에서 그들의 변화하는 태도를 엿볼 수 있다.
헤어초크 & 드 뫼롱이 물질성에 대해 명확히 참여하는 것은 모든 프로젝트들에서 공통적으로 찾아볼 수 있다. 그들의 공식적인 입장은 직사각형 형태의 순수한 단순성에서 좀 더 복잡하고 동적인 형상으로 전체적으로 진보했다. HdeM은 요제프 보이스(Joseph Beuys)를 영속적인 예술적 영감의 원천으로 인용하고, 각각의 건축 프로젝트마다 다른 건축가들과 공동 작업을 한다. 그들의 성공은 혁신적인 재료들을 사용하여 생소하고 낯선 것들을 벗겨내는 기술의 덕택이라고 할 수 있을 것이다.

## 작품
진행 중
- 독일 함부르크 교향악 홀 (2010년 예정. 첫 콘서트는 2012년 5월 예정.)
- 잉글랜드 포츠머스 포츠머스 축구 경기장 (2011년 예정)

완성작
- 2015년: 프랑스 보르도 누보 스타드 드 보르도 축구 경기장
- 2008년: 미국 플로리다 마이애미 해변 1111 Lincoln Road
- 2008년: 2008년 하계 올림픽 베이징 국가체육장
- 2007년: 에스파냐 산타크루스데테네리페, 플라자 데 에스파냐(Plaza de España)
- 2007년: 에스파냐 산타크루스데테네리페, Instituto Óscar Domínguez de Arte y Cultura Contemporánea
- 2007년: 미국 뉴욕 시 40 Bond Street
- 2005년: 미국 캘리포니아주 샌프란시스코 M. H. de Young 기념 박물관
- 2005년: 미국 미네소타주 미니애폴리스 워커 아트센터 확장
- 2005년: 독일 뮌헨 알리안츠 아레나 축구 경기장
- 2004년: 바르셀로나 포럼 빌딩
- 2004년: 독일 코트부스의 IKMZ
- 2003년: 런던 라반 댄스 센터
- 2001년: 스위스 바젤 장크트 야콥 파크
- 2000년: 런던 테이트 모던 갤러리
- 1999년: 미국 캘리포니아주 나파 밸리(Napa Valley)의 Dominus 양조장
- 1997년: 바젤 스위스 연방철도 (SBB) 신호소
- 1992년: 뮌헨 Goetz Collection

## 수상 경력
- 2007년 로얄 골드 메달(Royal Gold Medal)과 다카마쓰노미야 전하기념 세계문화상(Praemium Imperiale)
- 2003년 스털링 상(Stirling Prize) (Laban Dance Centre)
- 2001년 은삼각자상(Prix de l'Équerre d'Argent) (Rue Des Suisses, Paris로 수상)
- 2001년 프리츠커 상 (Pritzker Prize)
- 1999년 쇼크 상(Schock Prize)

## 작품 사진

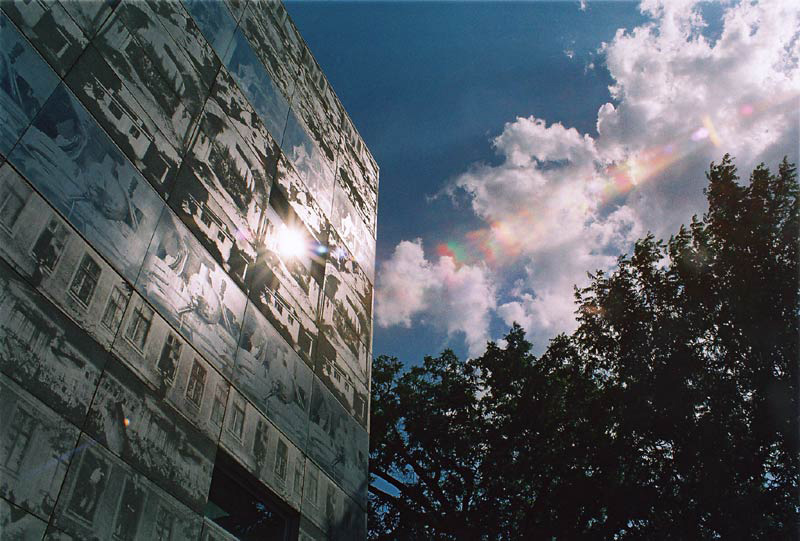
에베르스발데 고등기술학교 도서관 (1999년)
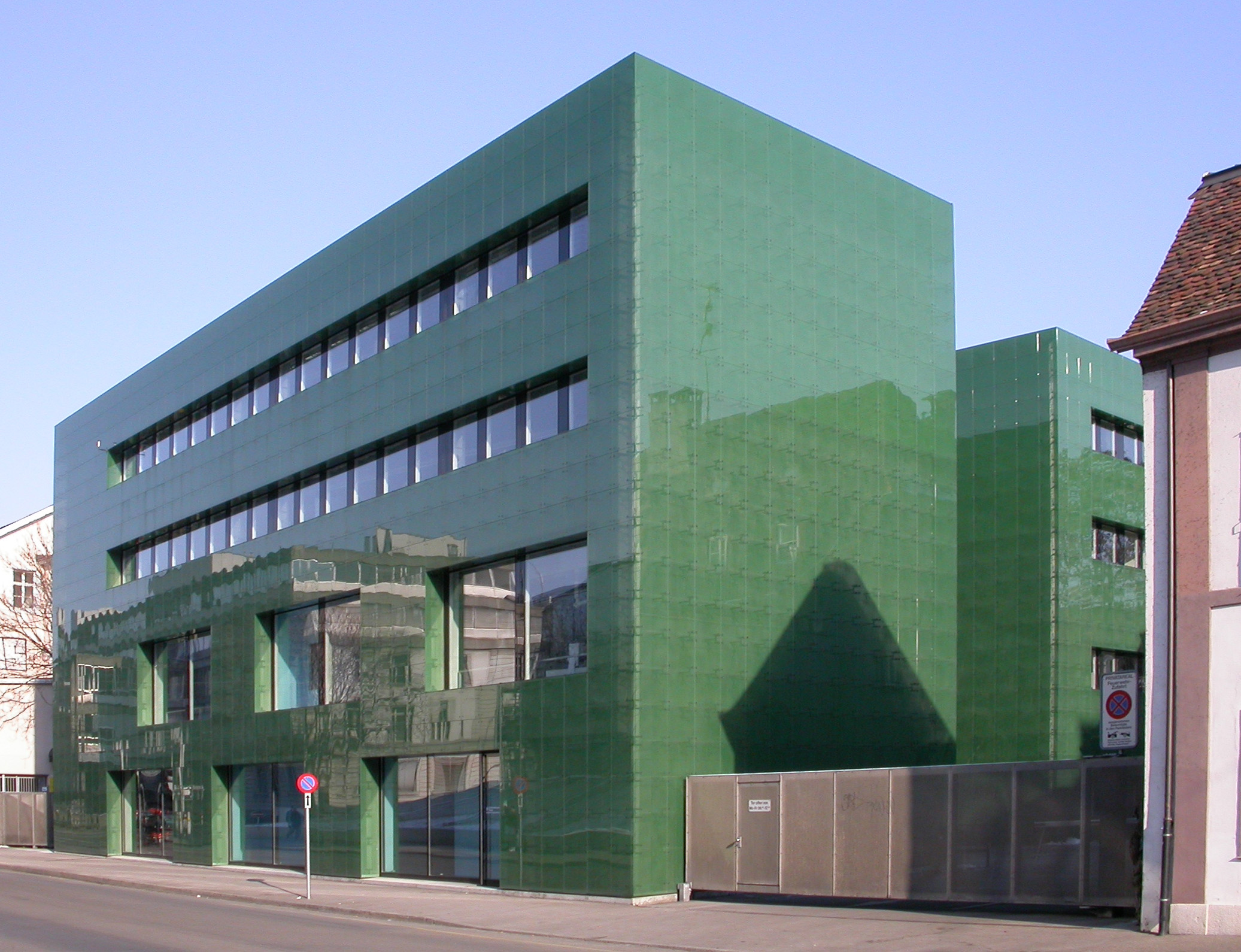
주립병원 로세티 의약연구소 (1995년 ~ 1997년)
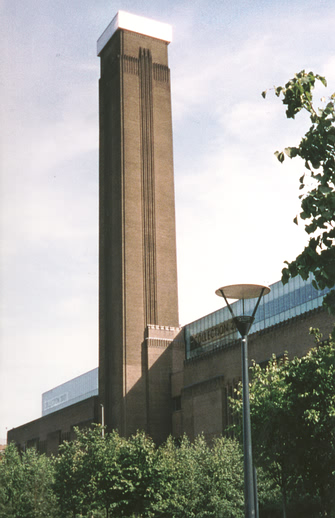
테이트 모던 (1995년 ~ 2000년)
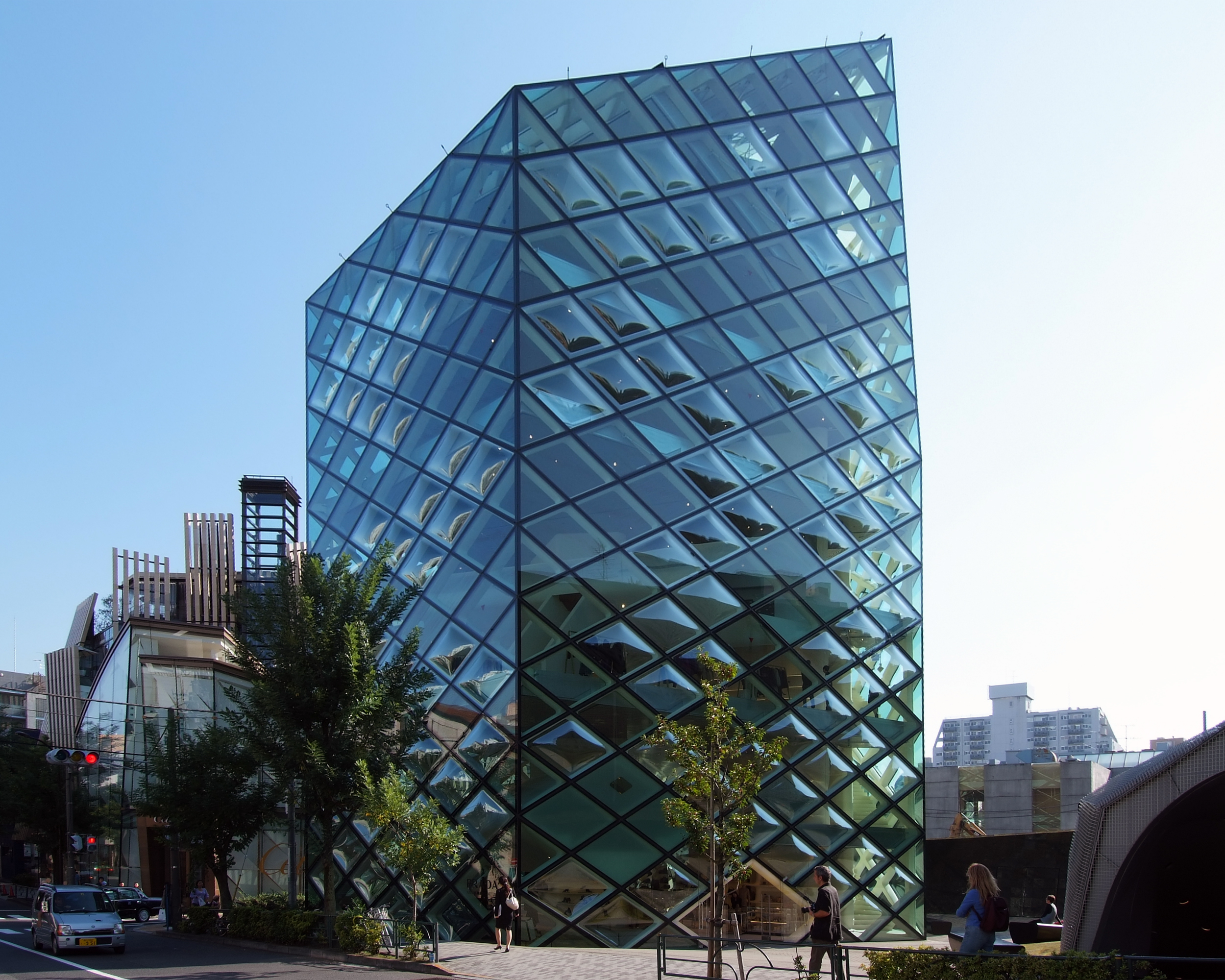
프라다 아오야마(도쿄) (2003년)
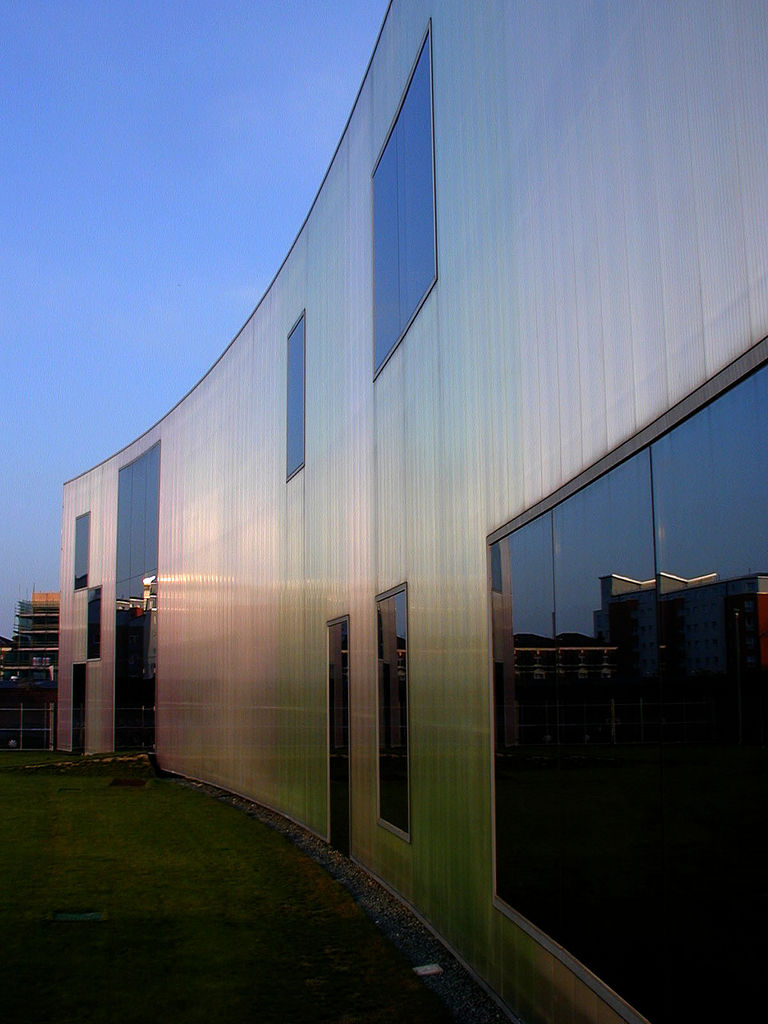
라반 댄스 센터 (2003년)
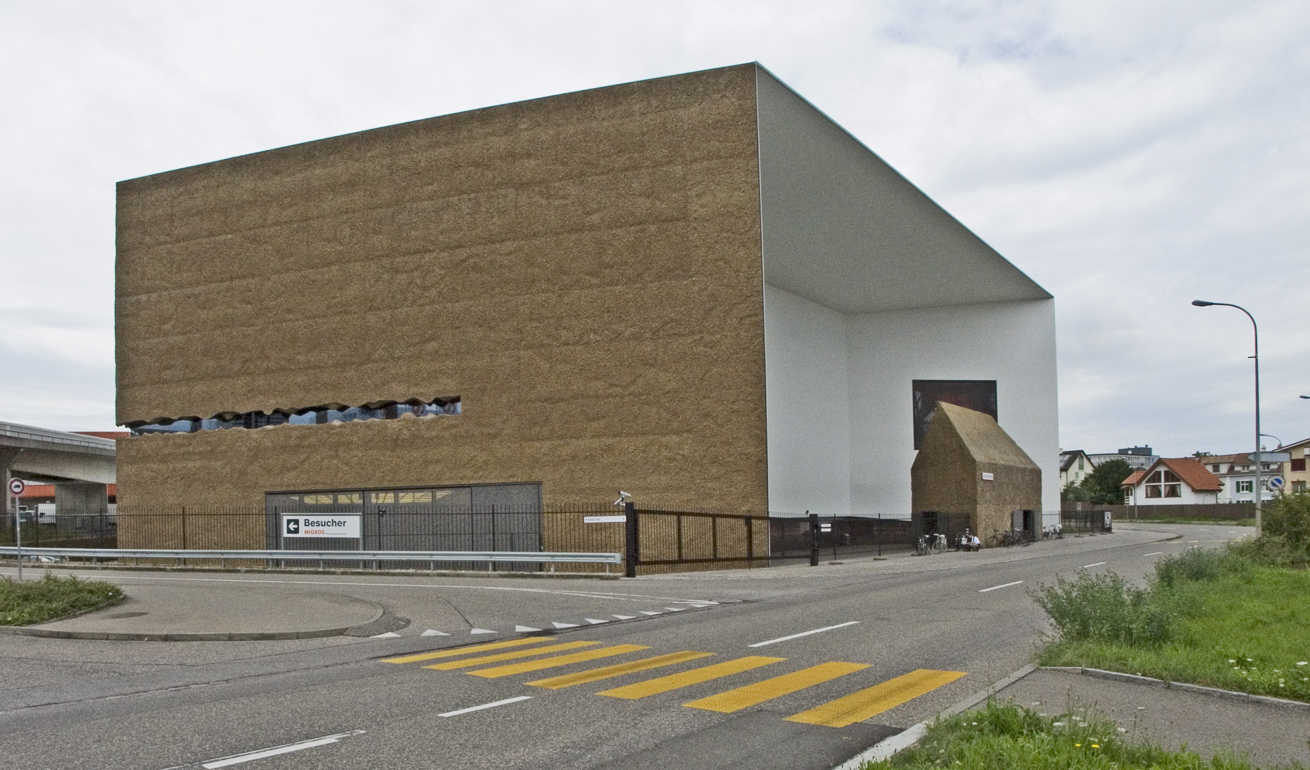
샬라우거 로렌츠 재단(2003년)
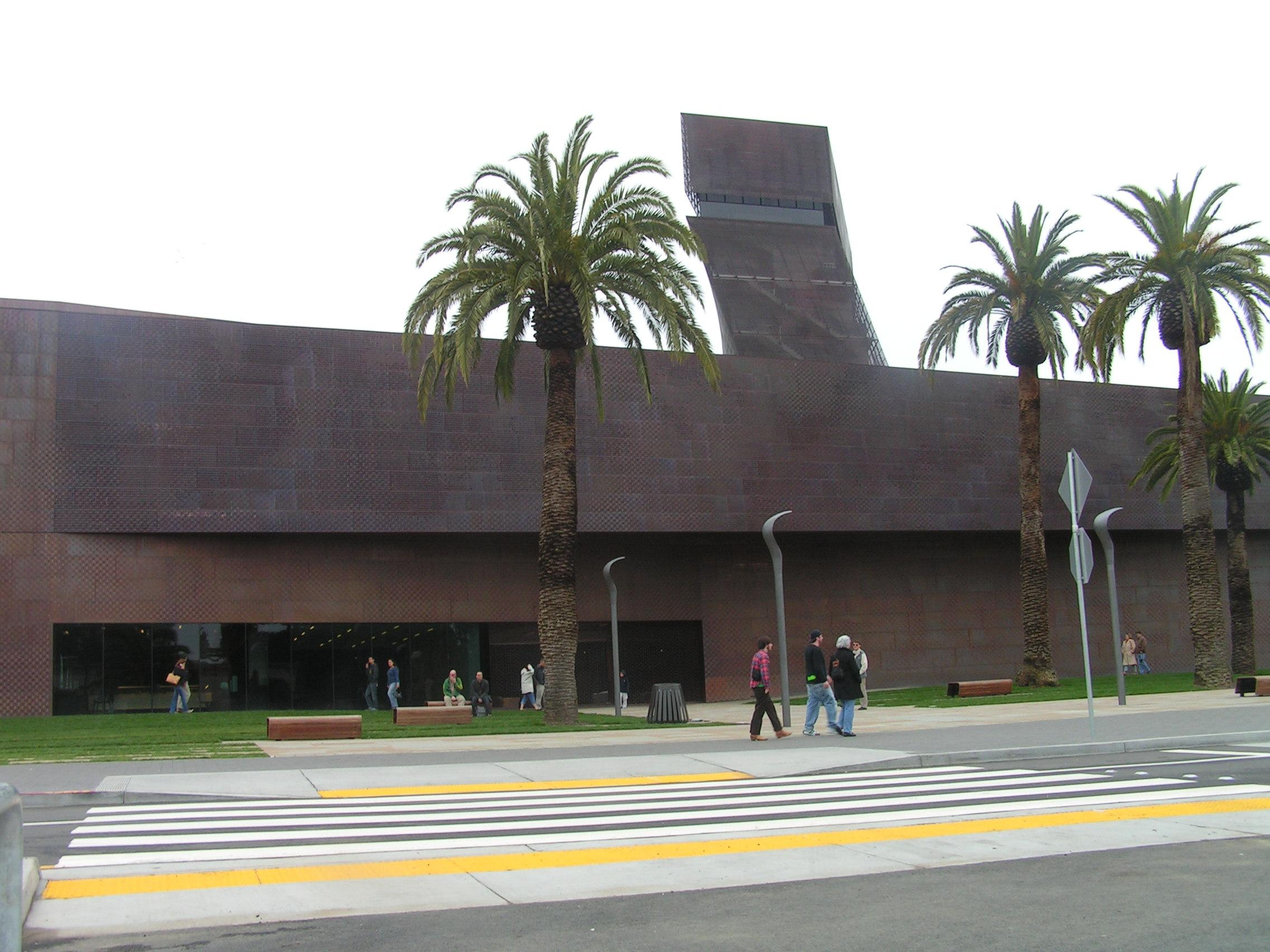
de Young 기념박물관 (2005년)
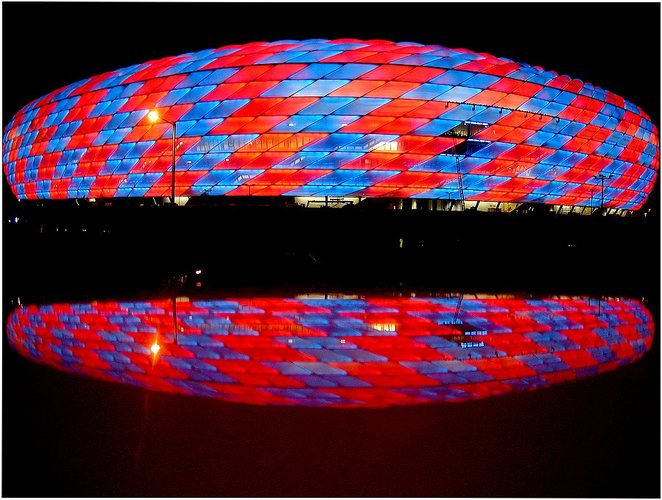
빛나는 알리안츠 아레나